# Kanojo × Kanojo × Kanojo
Kanojo × Kanojo × Kanojo: Sanshimai to no Dokidoki Kyoudou Seikatsu (яп. 彼女×彼女×彼女～三姉妹とのドキドキ共同生活～ Канодзё × Канодзё × Канодзё ～Сансимай то но Докидоки Кё:до: Сэйкацу～) — японский эротический визуальный роман, разработанный компанией Crossnet и выпущенный для PC-совместимых компьютеров 30 мая 2008 года под брендом ωstar. Позже игра была портирована на плафторму PlayStation Portable и для DVD-проигрывателей как FMV-игра от издателей Palace и Mints, соответственно. Год спустя 27 февраля 2009 года тем же разработчиком был выпущен сиквел под названием Kanojo × Kanojo × Kanojo: Dokidoki Full Throttle!. Сюжет игры повествует о старшекласснике Сики Харуоми, переехавшем после извержения вулкана на родном острове в дом своих кузин, с которыми он постепенно налаживает романтические отношения.
Идея и реализация игры принадлежит разработчику Дзину Хаппоби, решившего изменить свой подход к созданию эроге после выпуска игры Resort Boin. На основе сюжета визуального романа студией Studio Eromatick была создана трёхсерийная OVA-экранизация в жанре хентай, изданная в Японии в период с 2009 по 2011 год, а в 2016 году лицензированная компанией Kitty Media на территории Северной Америки под названием Kanojo × Kanojo × Kanojo.

## Игровой процесс

Игровой экран в Kanojo × Kanojo × Kanojo. Сцена с Акиной (слева), Мидори (в центре) и Судзуран (справа).

По аналогии с другими представителями жанра визуальных романов, игровой процесс Kanojo × Kanojo × Kanojo отличается низким уровнем интерактивности и состоит из сцен со статичными двумерными изображениями персонажей в перспективе от первого лица, во время которых подаются диалоги в виде сопутствующего текста. В определённые разработчиками моменты воспроизведение текста прекращается и игроку предлагается сделать выбор из нескольких вариантов действий, определяющих дальнейшее течение событий. Подобные решения влияют на развитие отношений главного героя Сики Харуоми (от лица которого ведётся повествование) с ключевыми женскими персонажами (кузинами Акиной, Нацуми и Мафую Орифуси, а также одноклассницами — Мидори Бякудан и Судзуран Химэнохарой).
Визуальный роман состоит из пяти сюжетных арок, посвящённых одной или нескольким героиням и оканчивающихся единственной концовкой. После завершения прочтения одной сюжетной арки для перехода на оставшиеся игрок вынужден начинать прохождение с введения и принимать иные решения в выборах, дабы изменить направление развития истории, и вслед за прохождением игроком арок Акины, Нацуми, Мафую и одноклассниц происходит разблокировка завершающей «гаремной» концовки игры, в которой внимание героя разделяют все центральные женские персонажи. Виденные ранее сцены доступны к пропуску с помощью автоматической перемотки текста. В меню визуального романа имеется каталог изображений, заполняемый по мере демонстрации читателю иллюстрациями новых сцен.

## Сюжет
Главный герой произведения — старшеклассник Сики Харуоми — вынужден переехать из родного дома к родственникам из-за произошедшего на острове, где он проживал, извержения вулкана. Оказавшись в своём новом жилище, Сики обнаруживает, что его кузины, которых он не видел с раннего детства, уже успели стать взрослыми девушками и живут втроём после смерти своих родителей. Старшая из сестёр — Нацуми Орифуси — унаследовала бизнес собственного отца и владеет ларьком по продаже мороженого. Младшие сёстры, Акина и Мафую, всё ещё посещают школу, в которую и переводится Сики. В своём новом классе главный герой расширяет свой круг знакомств за счёт старосты Мидори Бякудан, её подруги Судзуран Химэнохары и соседа по парте Цукасы Хоннодзи.
По мере развития истории выясняется, что рядом с ларьком Нацуми было решено открыть крупное сетевое кафе-мороженое. Чтобы семья не лишилась единственного источника заработка, Сики помогает кузинам отыскать и освоить рецептуру их отца, а также организует участие в конкурсе на звание лучшей торговой точки по продаже мороженого на местном ежегодном фестивале. В качестве дополнительного средства по привлечению клиентов по его предложению кузины начинают работать в ларьке в костюмах горничных. В итоге судьи дисквалифицировали сетевое кафе, которое из-за скандала было вынуждено закрыться, и победа досталась семье Орифуси.

## История создания
После завершения разработки игры Resort Boin в 2007 году её основной сценарист и иллюстратор Дзин Хаппоби, побывав на презентации своего визуального романа в Акихабаре и сравнив его со сходными работами на рынке, остался недоволен получившимся результатом. Разработчик отмечал, что пляжный сеттинг Resort Boin, концепция сюжета, ориентированая на доминирующую роль демонстрации обнажённых девушек, и озвучивание лишь отдельных сцен уже не соответствовали новейшим тенденциям в мире эроге. Первоначально Хаппоби даже опасался за окупаемость издания, но в итоге спрос на него вдвое превысил наиболее оптимистичные прогнозы, заложенные в момент старта проекта, и позволил Resort Boin подняться на четвёртое место в национальном рейтинге продаж бисёдзё-игр в марте того года. Сценарист списал подобный зрительский интерес на популярность прошлых своих работ и для возможности привлечения новой аудитории всё равно решил произвести серьёзные изменения в своей новой игре.
В первую очередь, Хаппоби решил пересмотреть содержание своего визуального романа, сделав больший акцент на атмосфере работы, которая смогла бы вызвать у игрока привязанность к девушкам, а не только сексуальное возбуждение. При создании персонажей сценарист использовал стандартные для аниме-индустрии женские типажи гэнки, кудэрэ, «старшей сестры» и «старосты класса», при этом единственным исключением стала героиня Мафую Орифуси, для которой автор решил создать уникальный характер и сделать в её истории ещё больший акцент на диалогах с главных героем. Было запланировано создать лишь три сюжетные арки для каждой из сестёр Орифуси, однако в ходе работы Хаппоби решил добавить дополнительную историю о школьных подружках-лесбиянках, причём основная роль в ней первоначально отводилась фудзёси Судзуран, но позже более активной по отношению к главному герою стала Мидори Бякудан. За основу сценария была взята история ларька мороженого, в котором должна была состояться лишённая эротической подоплёки кульминация, единая для всех сюжетных арок. В отличие от Resort Boin большее внимание было уделено проработке логичной модели поведения каждого персонажа. Помимо отношений с противоположным полом Хаппоби добавил в историю намёки на возможность гей-отношений между главным героем и его другом Цукасой Хоннодзи, выполненные в виде отсылок к творчеству Юкио Мисимы, в котором сценарист черпал своё вдохновение.
Помимо изменений в подходе к сюжету игры разработчик решил частично обновить и свой взгляд на её визуальную составляющую. Уже к выпуску демоверсии был подготовлен анимированный вступительный ролик, а стилистика изображений была смещена в сторону манга-работ Хаппоби с учётом некоторых техник, полученных от других авторов додзинси. Также по сравнению с прежними играми для уменьшения эффекта моэ была изменена цветовая гамма и отображение глаз героинь, а также схема передачи света и тени. При выборе тематики для интимных сцен сценарист решил избежать использования секса со спящими персонажами и изнасилования, поскольку, по его мнению, это негативно сказалось бы на характере главного героя. Кроме того Хаппоби при создании иллюстраций к этим сценам старался минимально изображать выделявшиеся физиологические жидкости, поскольку считал, что излишне большое их количество уменьшит у зрителя ощущение эротизма женского тела, заменив его на отвращение. Особое внимание автора к дизайну героинь было вновь уделено Мафую, одежда и причёска которой содержали наибольшее количество мелких деталей. В Kanojo × Kanojo × Kanojo Хаппоби окончательно перешёл к созданию изображений исключительно при помощи средств компьютерной графики: эскизы выполнялись им в редакторе SAI, а после раскрашивались в Corel Painter и Photoshop.

## Выпуск
| Системные требования | Системные требования                   | Системные требования                   |
| -------------------- | -------------------------------------- | -------------------------------------- |
|                      | Рекомендации                           |                                        |
| Microsoft Windows    |                                        |                                        |
| ОС                   | Windows 98, 98 SE, ME, 2000, XP, Vista | Windows 98, 98 SE, ME, 2000, XP, Vista |
| ЦПУ                  | Pentium III (1 ПHz)                    | Pentium III (1 ПHz)                    |
| Объём ОЗУ            | 512 MB (98/ME/2000/XP), 1 GB (Vista)   | 512 MB (98/ME/2000/XP), 1 GB (Vista)   |
| Видеокарта           | 32MB VRAM с поддержкой DirectX 8.1     | 32MB VRAM с поддержкой DirectX 8.1     |

Визуальный роман был выпущен 30 мая 2008 года под брендом ωstar на DVD-носителе для PC. Всего за двое суток с начала продаж сумел войти в национальный рейтинг бисёдзё-игр, заняв по итогам мая шестое место, но в следующем месяце откатился на двадцатую позицию того же чарта. Эту же позицию игра заняла по показателю продаж за первое полугодие 2008 года, но по итогам целого года опустилась на 38 строчку.
27 февраля следующего 2009 года игра получила продолжение в виде сиквела Kanojo × Kanojo × Kanojo: Dokidoki Full Throttle!, в котором к материалам основной игры были добавлены дополнительные сцены, повествующие о развитии романтических отношений с девушками год спустя после окончания главной сюжетной ветки. Позже было выяснено, что сиквел включал также скрытую концовку с однополыми отношениями с Цукасой Хоннодзи и «пасхальные яйца» как кроссовер с персонажами манги Detective Conan. Kanojo × Kanojo × Kanojo: Dokidoki Full Throttle! по результатам за первые два дня продаж оказались на четвёртом мечте рейтинга бисёдзё-игр в феврале 2009 года, общее же число реализованных копий игры стало 37 среди аналогичной продукции в Японии в том году. 18 декабря 2009 года была выпущена третья версия игры Kanojo × Kanojo × Kanojo: Dokidoki Pack!, представлявшая собой компиляцию двух предыдущих и занявшая в декабрьском чарте пятнадцатое место. В 2010 году был выявлен случай, что в новом эроге компании Lune-Soft Paizuri Chiarida vs Sakunyuu Ouen-dan были использованы изображения сцен, заимствовавшие композицию Kanojo × Kanojo × Kanojo: Dokidoki Full Throttle! — это стало причиной недовольства среди фанатов подобной продукции. Также в 2010 году Crossnet был издан артбук по материалам всех версий игры.
Kanojo × Kanojo × Kanojo: Sanshimai to no Dokidoki Kyoudou Seikatsu и Kanojo × Kanojo × Kanojo: Dokidoki Full Throttle! в дальнейшем были портированы на другие платформы как FMV-игры. В 2010 году они появились в продажу на Universal Media Disc-носителе для возможности игры через приставку PlayStation Portable от компании Palace, а в октябре и ноябре 2012 года обе версии были изданы Mints для DVD-проигрывателей.

## OVA
13 ноября 2009 года состоялось объявление о том, что визуальный роман получит аниме-адаптацию в виде OVA от Studio Eromatick мультпиликационного лейбла Platinum Milky. Первая серия экранизации, которая стала обобщением всех сюжетных арок визуального романа, поступила в продажу 25 декабря 2009 года. Созданием сценария, раскадровки, а также проработкой дизайна персонажа руководил режиссёр-постановщик картины Косукэ Мараяма. Издание было произведено на DVD и Blu-ray Disc-носителях, тем самым Kanojo × Kanojo × Kanojo стало первым аниме в истории жанра хентай, выпущенном в высоком разрешении. 18 июня 2010 и 20 мая 2011 года были в продажу поступили ещё две серии работы на тех же носителях, а в 2013 году OVA была издана целиком.
В 2016 году компания Kitty Media лицензировала и выпустила экранизацию на территории Северной Америки.
Сэйю экранизации
| Актёр           | Роль                |
| --------------- | ------------------- |
| Танака Момотаро | Сики Харуоми        |
| Мияби Арисугава | Акина Орифуси       |
| Кана Нодзима    | Мафую Орифуси       |
| Котонэ Хирокава | Нацуми Орифуси      |
| Руна Сакаки     | Судзуран Химэнохара |
| Аянэ Микото     | Мидори Бякудан      |
| Итиро Танака    | Цукаса Хоннодзи     |

## Критика экранизации
Критик интернет-портала The Fandom Post Крис Беверидж дал экранизации визуального романа положительную оценку, в качестве достоинства работы отметив её направленность на демонстрацию не только интимных сцен, но и содержательной диалоговой части. В связи с этим обозреватель выделил работу сэйю, признав её особенно удачной при воспроизведении сексуальных звуков.
Беверидж отмечал, что сюжет экранизации имел стандартную для жанра завязку, в которой парень переезжал в дом, где живёт несколько девушек. Также, на взгляд критика, предсказуемым оказался и финал истории с переодеванием в горничных, хотя Беверидж признал качество постановки этой сцены. Сама концепция экранизации заслужила похвалы рецензента, который отметил, что вместо того, чтобы выделить каждой из сестёр Орифуси по одной серии экранного времени, аниматоры сделали смесь всех сюжетных арок и многое почерпнули из первоисточника, что понравится фанатам визуального романа. Наиболее агрессивным по отношению к главному герою Беверидж посчитал характер Акины, а историю Мидори и Судзуран — самой искусственной в работе. Критик отмечал, что в целом интимные сцены с кузинами были достаточно забавными, но демонстрацию мочеиспускания Судзуран можно было и опустить.
Рецензент подчёркивал, что Kanojo × Kanojo × Kanojo отличался хорошо проработанной визуальной составляющей. Цветовая гамма работы была оценена как насыщенная и «приятная глазу от начала до конца» просмотра. Также положительный отзыв получила плавность мультипликации OVA и дизайн персонажей. В итоговой части своей рецензии обозреватель охарактеризовал работу как «именно то, что он и хотел бы видеть от хентая» и пришёл к выводу, что она сможет доставить удовольствие не только любителям жанра, но и будет достаточно доступна для принципиально новой аудитории.